# Trilacuna bawan
Espèce
Trilacuna bawan est une espèce d'araignées aranéomorphes de la famille des Oonopidae.

## Distribution
Cette espèce est endémique du Yunnan en Chine,. Elle se rencontre dans le xian de Tengchong.

## Description
Le mâle holotype mesure 1,76 mm et la femelle paratype 1,89 mm.

## Systématique et taxinomie
Cette espèce a été décrite Tong, Zhang et Li en 2019.

## Étymologie
Son nom d'espèce lui a été donné en référence au lieu de sa découverte, Bawan.

## Publication originale
- Tong, Chen, Bai, Zhang & Li, 2019 : « Seven new species of the genus Trilacuna Tong & Li, 2007 from Yunnan, China (Araneae, Oonopidae). » ZooKeys, vol. 821, p. 11-44 (texte intégral).